# Mesargus declarens
Mesargus declarens är en insektsart som beskrevs av Alexander Fyodorovich Emeljanov 1996. Mesargus declarens ingår i släktet Mesargus och familjen dvärgstritar. Inga underarter finns listade i Catalogue of Life.